# Correio diplomático
O correio diplomático é um funcionário que transporta a mala diplomática, conforme previsto na Convenção de Viena sobre Relações Diplomáticas. Os correios diplomáticos gozam de imunidade diplomática no desempenho das suas funções, não podendo ser objecto de qualquer forma de prisão ou detenção.
O correio diplomático deve estar munido de um documento oficial que indique a sua condição e o número de volumes que constituem a mala diplomática à sua guarda. A mala diplomática poderá ser confiada ao comandante de uma aeronave comercial. O comandante deverá estar munido de um documento oficial que indique o número de volumes que constituem a mala, mas não será considerado correio diplomático.